# Émile Loncle
Émile Loncle, né le 24 juin 1818 à Paris et mort le 13 octobre 1882 à Vernon, est un peintre français.

## Biographie
Émile Louis Loncle est le fils d'Urbain Sébastien Loncle et de Sophie Augustine Marie Monet. 
Élève de Louis-Nicolas Cabat, il expose au Salon de 1844 à 1870.
En 1859, il épouse Pauline Mémosa Crointet, Louis-Nicolas Cabat et Jean-Léon Gérôme sont témoins du mariage. 
Il est professeur au lycée de Troyes.
Il est officier d'académie en 1872.
Il meurt à son domicile de Vernon, à l'âge de 64 ans.

## Œuvres exposées aux Salons parisiens
- Souvenir du lac de Garda (Italie), au Salon de 1844
- Vue prise à Saint-Valery-sur-Somme, au Salon de 1845
- Vue de Beaume, près de Carpentras (Vaucluse), au Salon de 1845
- Arles et les bords du Rhône ; paysage, au Salon de 1846
- Vue prise sur les bords de la Moine, à Classon (Bretagne), au Salon de 1846
- Le pont de la Madeleine, à Carpentras (Vaucluse), au Salon de 1848
- Le soir, au Salon de 1848, dessin
- Les baigneuses ; paysage, au Salon de 1848
- Saint Jérôme, au Salon de 1848, dessin
- Trois dessins / Vue du Croisic / Vues prises en Bretagne, au Salon de 1848
- Chailly ; étude d’après nature, au Salon de 1849
- Paysage, au Salon de 1849
- La chasse, au Salon de 1849, dessin
- Vue du village de Chailly, au Salon de 1850
- Deux tableaux: La cathédrale de Troyes ; vue prise des remparts / Chailly près Fontainebleau, au Salon de 1852
- La ferme de Bercenay, au Salon de 1859
- Chaumière aux environs de Troyes, au Salon de 1865
- La moisson, au Salon de 1865 (Toulouse)
- Le Lac, au Salon de 1865 (Toulouse)
- Sous les pommiers, au Salon de 1865
- Saint-Valery-en-Mer, au Salon de 1866
- Lisière de forêt, au Salon de 1868
- Un moulin en Belgique, au Salon de 1868
- Le Tréport, au Salon de 1870